# Dispersor de calor

Cambra de vapor de 120mm de diàmetre. L'animació tèrmica es va crear mitjançant l'anàlisi de dinàmica de fluids computacional (CFD) d'alta resolució i mostra les trajectòries de la superfície del dissipador de calor i el flux de fluids contorns de temperatura, predites mitjançant un paquet d'anàlisi CFD.

Un dispersor de calor transfereix energia en forma de calor d'una font més calenta a un dissipador de calor o intercanviador de calor més fred. Hi ha dos tipus termodinàmics, passius i actius. El tipus més comú d'escampador de calor passiu és una placa o un bloc de material amb alta conductivitat tèrmica, com ara coure, alumini o diamant. Un dispersor de calor actiu accelera la transferència de calor amb la despesa d'energia com a treball subministrat per una font externa.
Un tub de calor utilitza fluids dins d'una caixa tancada. Els fluids circulen de forma passiva, per convecció espontània, activada quan es produeix una diferència de temperatura llindar; o activament, a causa d'un impulsor accionat per una font de treball externa. Sense circulació segellada, l'energia es pot transportar mitjançant la transferència de matèria fluida, per exemple, aire més fred subministrat externament, impulsat per una font externa de treball, d'un cos més calent a un altre cos extern, encara que no és exactament una transferència de calor tal com es defineix a la física.
Exemplificant l'augment de l'entropia d'acord amb la segona llei de la termodinàmica, un difusor de calor passiu dispersa o "escampa" la calor, de manera que els intercanviadors de calor es poden utilitzar més plenament. Això té el potencial d'augmentar la capacitat tèrmica del conjunt total, però les unions tèrmiques addicionals limiten la capacitat tèrmica total. Les altes propietats de conducció de l'escampador faran que funcioni més eficaçment com a intercanviador de calor d'aire, a diferència de la font original (presumiblement més petita). La baixa conducció de calor de l'aire en convecció es correspon amb la superfície més alta de l'escampador i la calor es transfereix de manera més eficaç.
- Dos mòdul de memòria encaixats en dispersors de calor d'alumini
- Comparativa de microporcessadors d'AMD (centre) i Intel (costats) amb els seus dispersors de calor.
- Microprocessadors AMD Athlon 64 X2 6000+ (ADA6000IAA6CZ, Windsor), sense els dispersors de calor.

Un difusor de calor s'utilitza generalment quan la font de calor tendeix a tenir una alta densitat de flux de calor (elevat flux de calor per unitat d'àrea) i, per qualsevol motiu, la calor no pot ser conduïda eficaçment per l'intercanviador de calor. Per exemple, això pot ser perquè està refrigerat per aire, cosa que li dona un coeficient de transferència de calor més baix que si estigués refrigerat per líquid. Un coeficient de transferència de l'intercanviador de calor prou alt és suficient per evitar la necessitat d'un difusor de calor.
L'ús d'un difusor de calor és una part important d'un disseny econòmicament òptim per transferir la calor dels mitjans de flux de calor alt a baix. Alguns exemples inclouen:
- Un fons revestit de coure en un recipient de cuina d'acer o d'acer inoxidable.
- Circuits integrats de refrigeració per aire com ara un microprocessador.
- Refrigeració per aire d'una cèl·lula fotovoltaica en un sistema fotovoltaic concentrat.

El diamant té una conductivitat tèrmica molt alta. El diamant sintètic s'utilitza com a submuntatges per a circuits integrats d'alta potència i díodes làser.
Es poden utilitzar materials compostos, com ara els compostos de matriu metàl·lica (MMC) coure-tungstè, AlSiC (carbur de silici en matriu d'alumini), Dymalloy (diamant en matriu d'aliatge de coure-plata) i E-Material (òxid de beril·li en matriu de beril·li). Aquests materials s'utilitzen sovint com a substrats per a xips, ja que el seu coeficient d'expansió tèrmica es pot equiparar amb la ceràmica i els semiconductors.

## Recerca
El maig de 2022, investigadors de la Universitat d'Illinois a Urbana-Champaign i la Universitat de Califòrnia, Berkeley van idear una nova solució que podria refredar l'electrònica moderna de manera més eficient que altres estratègies existents. El seu mètode proposat es basa en l'ús de dispersors de calor consistents en una capa aïllant elèctricament de poli (2-cloro-p-xililè) (Parylene C) i un recobriment de coure. Aquesta solució també requeriria materials menys costosos.